# Diklići (Chorwacja)
Diklići – wieś w Chorwacji, w żupanii istryjskiej, w gminie Višnjan. W 2011 roku liczyła 47 mieszkańców.